# ヴェラ川

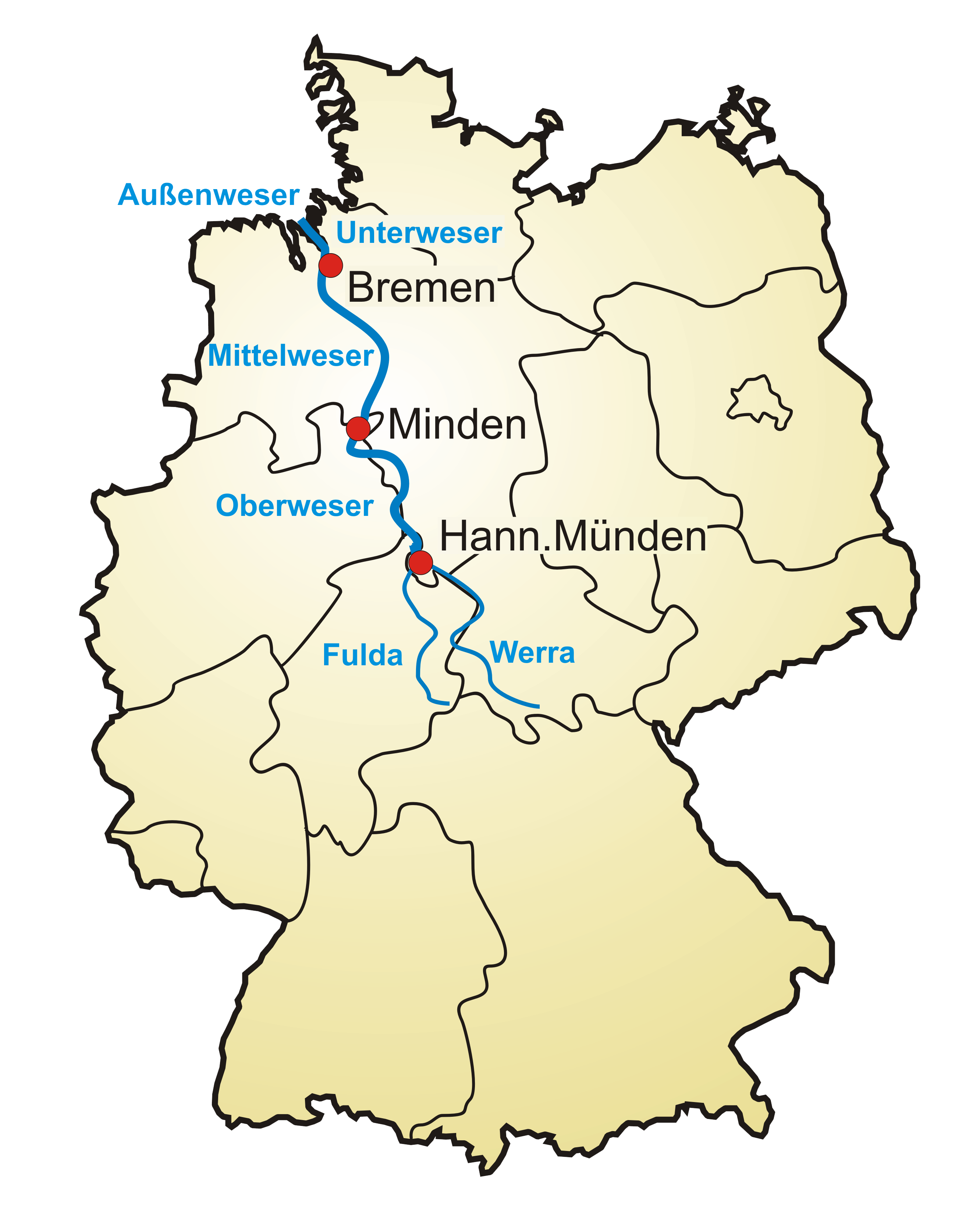
ヴェーザー川水系。Hann. Mündenより下流（北）がヴェーザー川。上流西側がフルダ川、東側がヴェラ川。

ヴェラ川（ヴェラがわ、Werra）は、ともにヴェーザー川の源流をなすフルダ川の右岸、すなわち東側を流れる川である。この川はドイツのテューリンゲン州、ヘッセン州、ニーダーザクセン州を順に流れ、一部はこれらの州境をなしている。語源上、「ヴェラ」と「ヴェーザー」はかつては同一の川であり、フルダ川はヴェラ／ヴェーザー川の単なる支流という位置づけであった（ヴェーザー川#名前の由来参照）。

## 水源と全長
ヴェラ川の真正な水源については（従って本当の長さについても）、論争になっている。というのも、テューリンゲンの二つの村が水源を主張しているからである。いずれの村も、テューリンゲンの森とスレート質の山地帯の境界領域に位置している。
- 最初に確認された水源（1897年）は、フェーレンバッハの近くのツォイペルスベルク（エーゼルベルク山の南）、標高797mの地点。
- 二番目に確認された水源（1910年）は、ジークミンツベルク近く、ブレスベルク山の標高800mの地点。

二つの水源があるため、ヴェラ川の全長は298km、292kmの二つの表記がある。

## 流域

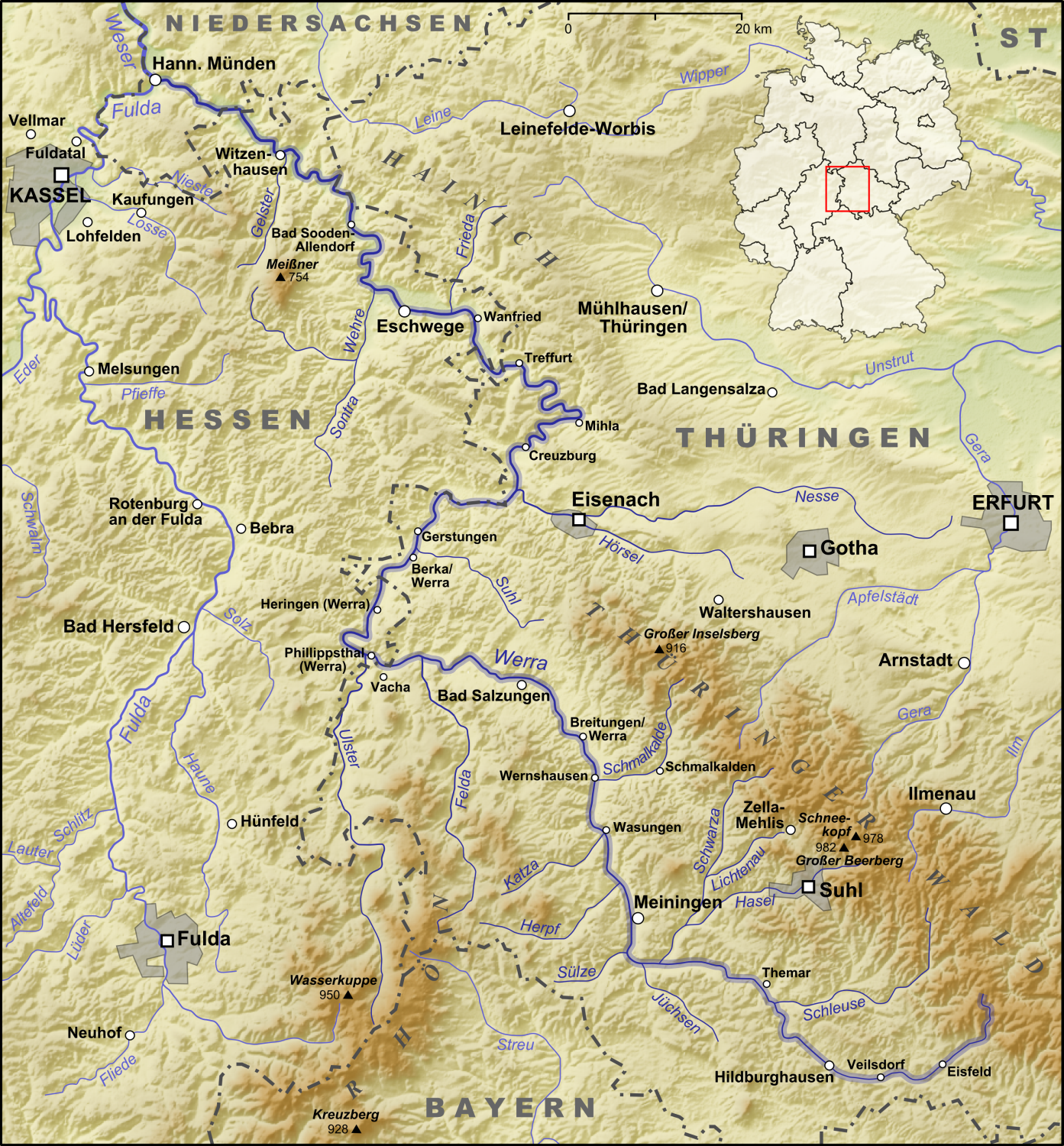
流域地図

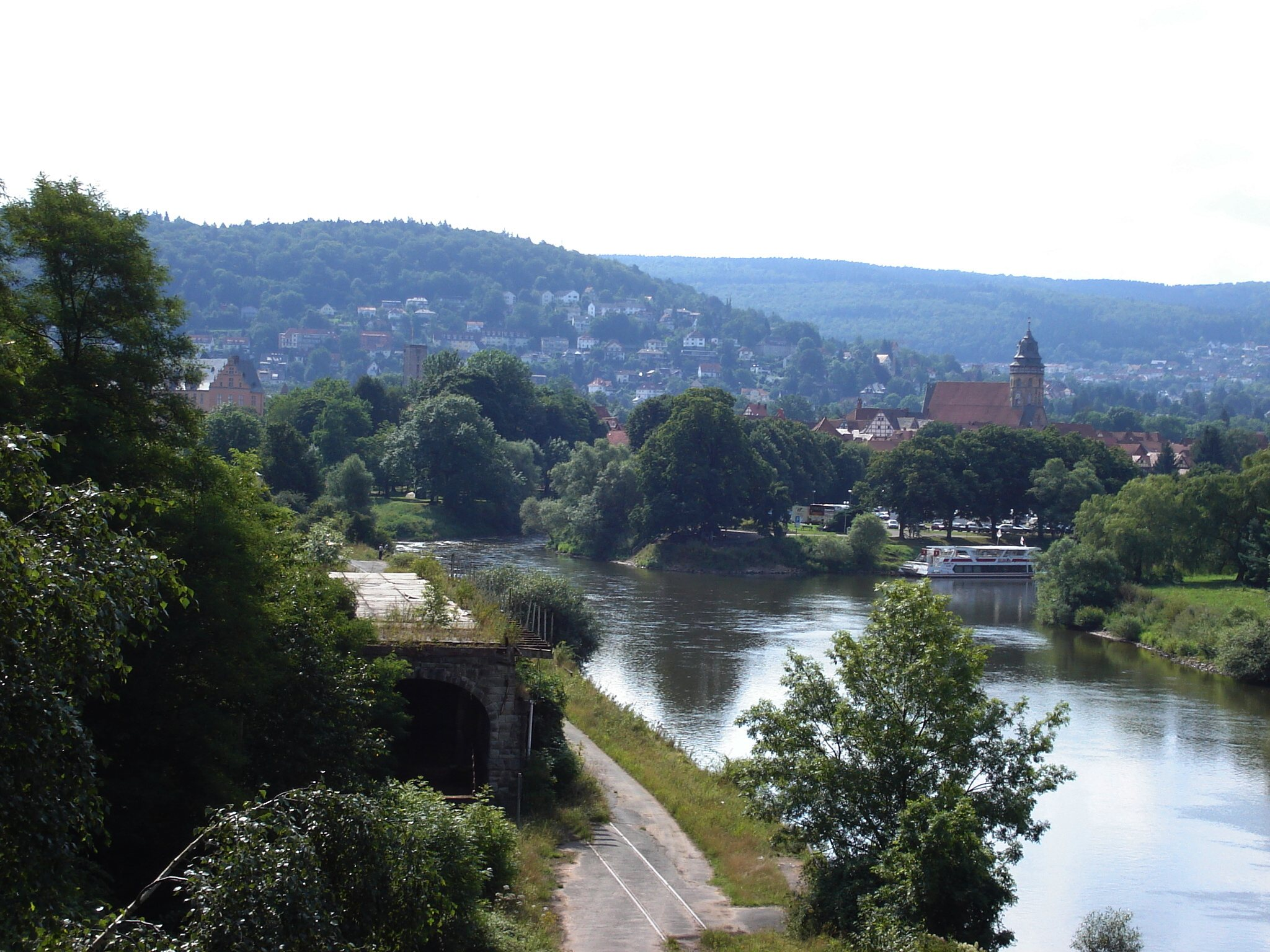
フルダ川とヴェラ川の合流点。画面左奥がヴェラ川、右奥（遊覧船が見える）がフルダ川、手前がヴェーザー川

テューリンゲン南部、テューリンゲンの森とスレート山地帯との間にある先述の水源から、水はまず南西に向かって斜面を下る。わずか数km後にはアインスフェルトに達し、アウトバーンA73の下をくぐる。ここで川は北西に向きを変える。アインスフェルトの直後に南に接したランゲ山地を、その少し後で南西にそびえ立つグライヒ山地を抜けて流れてゆく。この辺りでヴェラ川はヒルトブルクハウゼンの町を流れる。ターマー付近では洪水防止用のグリンメルハウゼン貯水池で水量が調整される。その後、川はA71をくぐってマイニンゲンに達し、さらに西のレーン山地、東のテューリンゲンの森の間を、短い間ではあるが、抜けて流れる。
バート・ザルツンゲンを過ぎ、ファッハに至る。この対岸はすなわち、フィリップスタールであり、この町から初めてヘッセン州に入る。しかし同州の北東部を軽くかすめるだけで、ヘーリンゲンのウィダースハウゼン地区で再び国境を越えてテューリンゲン州に戻る。この辺りの西側にはゾイリンクスヴァルトが控えている。ベルカを過ぎると、しばらくは州境を離れて、リヒェルスドルファー山地の東縁にそって北に向かって流れて、ヘルレスハウゼンのヴォムメン地区で再びヘッセンとの州境に出会う。この付近をヴェラ川は、A4と平行に流れ、数kmの間両州の国境となっている。次いで、またもやテューリンゲン州なのだがクロイツブルクの北、ハイニッヒ国立公園に向かう。この国立公園は東側に位置しているのだが、ミフラで川は北西に向かって鋭角に向きを変える。これにより、川はトレフルトの方へ向かうこととなり、ヘルドラシュタイン山の麓にあるヴァンフリートのヘルドラ地区でヘッセン州北東部に到達する。
ヴェラ川は、このヴァンフリートの中心地付近を通って、ヘッセン州をまっすぐ西に流れ、シュテルツィンガー山地の北に沿ってエシュヴェーゲ付近から、南西にどっしりとしたホーヘン・マイスナーの山容を望むバート・ゾーデン＝アレンドルフまでは、幅の広い渓谷を進む。この町の直後からリンデヴェラを過ぎる辺りまで、川は高い山の麓を流れる。リンデヴェラで、川はヘッセンとテューリンゲンの州境から最終的に離れて行く。ヘーヘンツォーク（高い連山）とも呼ばれるこうした山並みの中で目を引くのがハンシュタイン山（テューリンゲン州）であり、川の反対側にはルートヴィヒシュタイン山（ヘッセン州）がそびえている。この後、再びヘッセン州北東部とカウフンガー・ヴァルトの北部を過ぎて、ヴェラ川はヴィッツェンハウゼンの中心街に達する。そして、この町のゲルテンバッハ地区からヘーデミュンデンまでの数kmの間、ヘッセン州とニーダーザクセン州との州境を形成する。
ミュンデン自然公園内のアウトバーンA7とICE鉄道カッセル-ゲッティンゲン-ハノーファー線の高くて重厚な橋を過ぎると、川は最終的にニーダーザクセン州に入り、ハン・ミュンデンに到着する。ここでヴェラ川は、南西から流れてくるフルダ川と合流し、ヴェーザー川となって北海をめざす。この「川の結婚」はヘッセン州との州境からわずか数百m東のラインハルツヴァルトの麓でなされる。

## 標高差と流域面積
- ヴェラ川は、標高116.5mのハン・ミュンデン（ニーダーザクセン州）で終わる。ここでフルダ川とヴェラ川が合流し、ヴェーザー川となって北海へ向かう。ヴェラ川の2つの水源の高度を平均したものを用いた、この川の水源と合流点との標高差は、682mである。
- 流域面積は、5,496km²である。

## ヴェーザーの碑とヴェーザーの歌記念碑

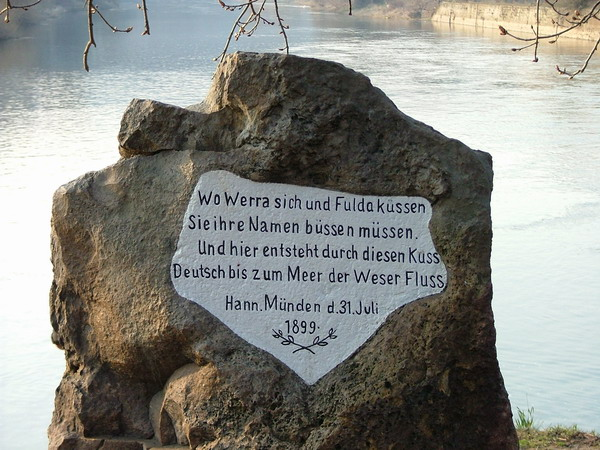
ヴェーザーシュタイン

ハン・ミュンデンのヴェラ川とフルダ川が合流してヴェーザー川が生まれる場所に、ヴェーザーの碑（ヴェーザーシュタイン）がある。この町の高地、B80道路を越えたクエステンベルクにヴェーザーの歌記念碑（ヴェーザーリートアンラーゲ）がある。

## 名前の由来
ヴェラ川とヴェーザー川は同じ言葉、Wesera（草地の川）から派生した名前である。

## 休暇
ヴェラ川に沿って、自転車道路「ヴェラタールラートヴェグ」が作られている。

## 支流
かっこ内は、スペル、全長、合流点である。
左岸、すなわち西側の支流（水源から河口に向かって）：
- フェルダ川（Felda、40 km、ドルンドルフ）
- ウルスター川（Ulster、56 km、ファーハ＝ウンターブライツバッハ）
- ヴェーレ川（Wehre、36.5 km、マインハルト=イェシュテット）
- ゲルスター川（Gelster、18.2 km、ヴィッツェンハウゼン）
- ヘルフ川（Herpf、22 km、ヴァルドルフ）

右岸、すなわち東側の支流（水源から河口に向かって）： 
- シュロイゼ川（Schleuse、34 km、グリンメルハウゼン、クロスター・フェースラ）
- ハーゼル川（Hasel、26 km、オーバーマースフェルト＝グリメンタール）
- トルーゼ川（Truse、?? km、ブライトゥンゲン／ヴェラ）
- シュマルカルデ川（Schmalkalde、25 km、ニーダーシュマルカルデン／ヴェルンスハウゼン）
- ズール川（Suhl、?? km、ベルカとガーストゥンゲンの間）
- ヘルゼール川（Hörsel、56 km、ヘルシェル）
- フリーダ川（Frieda、15 km、マインハルト＝フリーダ）
- ベルカ川（Berka、?? km、エシュヴェーゲ＝アルブンゲン）
- ヴァルゼ川（Walse、?? km、ヴァールハウゼン）

## 町
ヴェラ川が流れる主な町は、以下の通り
- アイスフェルト（Eisfeld、テューリンゲン州）
- ファイルスドルフ（Veilsdorf、テューリンゲン州）
- ヒルトブルクハウゼン（Hildburghausen、テューリンゲン州）
- テーマー（Themar、テューリンゲン州）
- マイニンゲン（Meiningen、テューリンゲン州）
- ヴァーズンゲン（Wasungen、テューリンゲン州）
- ブライトゥンゲン／ヴェラ（Breitungen/Werra、テューリンゲン州）
- バート・ザルツンゲン（Bad Salzungen、テューリンゲン州）
- フィリップスタール（Philippsthal、ヘッセン州）
- ヘーリンゲン（Heringen、ヘッセン州）
- ベルカ（Berka、テューリンゲン州）

- ガーストゥンゲン（Gerstungen、テューリンゲン州）
- ヘルレスハウゼン（Herleshausen、テューリンゲン州）
- クロイツブルク（Creuzburg、テューリンゲン州）
- トレフフルト（Treffurt、テューリンゲン州）
- ヴァンフリート（Wanfried、ヘッセン州）
- エシュヴェーゲ（Eschwege、ヘッセン州）
- バート・ゾーデン＝アレンドルフ（Bad Sooden-Allendorf、ヘッセン州）
- ヴィッツェンハウゼン（Witzenhausen、ヘッセン州）
- ブリッカースハウゼン（Blickershausen、ヘッセン州）
- ヘーデミュンデン（Hedemünden、ニーダーザクセン州）
- ハン・ミュンデン（Hann. Münden、ニーダーザクセン州）